# Isostichopus
Genre
Isostichopus est un genre d'holothuries (concombres de mer) de la famille des Stichopodidae.

## Liste des espèces
Selon World Register of Marine Species (25 novembre 2017) :
- Isostichopus badionotus (Selenka, 1867)
- Isostichopus fuscus (Ludwig, 1875)
- Isostichopus macroparentheses (Clark, 1922)

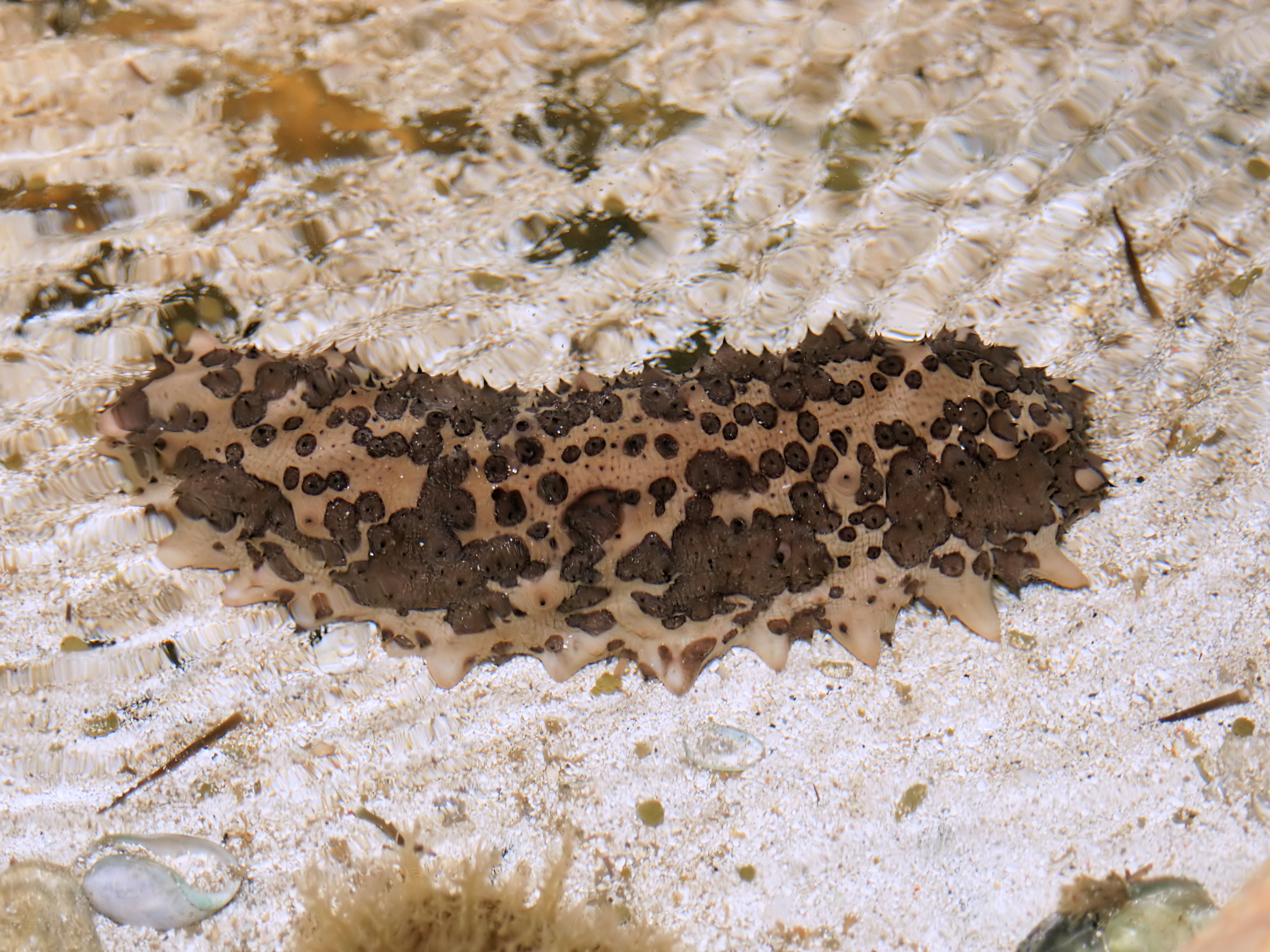
Isostichopus badionotus.
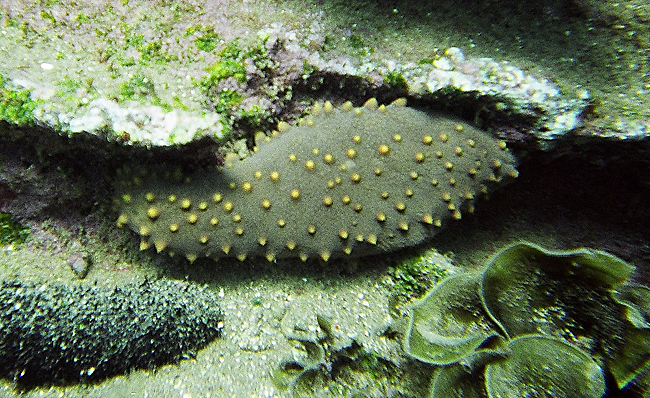
Isostichopus fuscus.